# ГЕС Гандек 1
ГЕС Гандек 1 (нім. Kraftwerke Handeck 1) — гідроелектростанція у центральній частині Швейцарії. Є однією з кількох станцій середнього ступеня гідровузла Обергаслі, створеного у верхів'ях річки Ааре (ліва притока Рейну) та її правої притоки Гадмервассер, які дренують північний схил Бернських Альп.

Вертикальна схема гідровузла Обергаслі. На червоному тлі позначені електростанції: Гандек 1 — 5, Гандек 2 — 6, Гандек 3 — 7, Грімсель 1 — 8, ГЕС Innertkirchen 1 — 4

Горизонтальна схема гідровузла Обергаслі. На червоному тлі позначені електростанції: Гандек 1 — 5, Гандек 2 — 6, Гандек 3 — 7, Грімсель 1 — 8, ГЕС Innertkirchen 1 — 4

Вода надходить до машинного залу станції, розташованого в долині Ааре, із водосховища Гельмерзее. Останнє створене на струмках Діхтербах та Альплібах, злиттям яких утворюється Гельмерштуцбах, що невдовзі впадає праворуч в Ааре. Водосховищу має площу поверхні 0,6 км², об'єм 13,2 млн м3 та утримується бетонною гравітаційною греблею висотою 35 метрів і довжиною 370 метрів, яка потребувала для свого спорудження 81 тис. м3 матеріалу.
Окрім прямого стоку з гір, що на цій ділянці формують східну сторону долини Ааре, до Гельмер через тунель довжиною 5,2 км може перекидатись вода із розташованого південніше водосховища Грімзельзее, з якого витікає тільки що згадана Ааре. Воно розташоване на декілька десятків метрів вище (висота 1909 та 1850 НРМ відповідно) та наразі передусім здійснює постачання ресурсу для станції верхнього ступеня Грімзель 1. Остання, втім, з'явилась лише у 1950-х, тоді як Гримзельзе було створене двома десятками років раніше саме для забезпечення ресурсом станції Гандек 1. Таким чином, хоча машинний зал Гандек 1 знаходиться неподалік від інших станцій другого ступеня (Гандек 2, Гандек 3), проте внаслідок кількастадійного розвитку гідровузла вона може опосередковано отримувати ресурс від тих же водосховищ, які живлять перший ступінь.
Споруджена між 1925 та 1932 роками, ГЕС Гандек 1 стала першою в майбутньому гідровузлі Обергаслі. Вона працює при напорі у 547 метрів, що дещо більше ніж в інших станцій другого ступеня, які живляться від резервуара Ретеріксбодензее та мають напір близько 460 метрів. Гандек 1 була обладнана чотирма турбінами типу Пелтон загальною потужністю 100 МВт, які виробляли 160 млн кВт·год електроенергії на рік. У 2014—2016 роках вона пройшла через модернізацію, після якої в роботі залишили лише дві турбіни загальною потужністю 50 МВт, які вироблятимуть 120 млн кВт·год електроенергії на рік.
Відпрацьована вода відводиться по тунелю на третій ступінь гідровузла — ГЕС Іннерткірхен 1.